# Шемякинский лес
Шемякинский лес, или Шемякинская лесная дача — лесной массив естественного байрачного леса с дубами возрастом 150—400 лет, государственный ботанический памятник природы федерального значения (с 1982 года).

## Географическое положение
Шемякинский лес находится в Урюпинском районе Волгоградской области, на восточном склоне Калачской возвышенности, на правом берегу Хопра.
Относится к Дубровинскому лесхозу с 1969 года. Общая площадь ООПТ 771 га.

## Описание
Шемякинский лес располагается в глубоких балках (глубина доходит до 100 м), выполняя почвозащитную роль в данном районе.
Самая большая часть находится в непосредственной близости с хутором Верхнесоинским. Именно здесь можно встретить дубы в обхвате 3 метра, возрастом около 200—400 лет. В настоящее время Шемякинский лесной массив (дача) включает 2 балки — Виловатую (посадки ясеня 1898 года) и Коренную (естественный лес).

## Почва
Почвы преимущественно дерновом-карбонатные и глубоко гумусированные свежие суглинки.

## Флора
В Шемякинском лесу произрастают такие растения как: дуб черешчатый, липа мелколистная, вяз гладкий — это всё представители первого яруса, клён остролистный, дикие груша и яблоня, черёмуха — второй ярус леса. Третий ярус — кустарники. Многие деревья оплетает распространённая в данной местности лиана — хмель. Из трав так же встречаются: чистяк, хохлатка, гусиный лук, ландыш, купена, фиалка удивительная, сныть обыкновенная, крапива двудомная.

## Фауна
В Шемякинском лесу можно встретить оленей, лосей, косуль, кабанов, куниц, барсуков, енотовидных собак, горностаев, выхухолей, а также около 200 видов птиц.

## История
Пётр I после подавления восстания Булавина в 1708 году определил дубовый массив в «государеву казну». В 1779 году уже Екатерина II пожаловала лес с «непахаными землями» Г. А. Потёмкину, который перевёз из Рязанской губернии около 900 крепостных. Через 3 года он подал земли с крестьянами помещику А. Н. Шемякину. Именно в часть него и называются теперь данные места. Однако после долгого владения землями, Шемякин продал земли области Войска Донского, затем ими владел помещик Пухляков, в 1923 году начался раздел земель и их продажа с торгов.
За сохранения этого уникального природного места вступились некие Митрофан Кошелев и Пётр Кубу, именно они способствовали сохранению леса. В 1926 году Шемякинская дача или лес объявлен государственным заповедником.
В парке есть дуб с надписью «Памятник Природы бывшей Коренной дачи Шемякинской, первого объезда, четвёртого обхода».